# 西村昌史
西村 昌史（にしむら まさし、1960年9月12日 - ）は、日本の実業家。株式会社十字屋代表取締役社長。

## 人物・経歴
京都府出身。1983年京都産業大学法学部卒業。1983年3月株式会社JEUGIA入社。2016年8月常務取締役カルチャー事業部長常務取締役事業統括本部長就任。2016年10月代表取締役社長就任後、2018年4月代表取締役社長兼社長執行役員兼営業本部長。